# Гендрік Брауер
Гендрік Брауер (нід. Hendrik Brouwer; 1581 — 7 серпня 1643) — восьмий генерал-губернатор Голландської Ост-Індії, мореплавець, відкривач прямого морського маршруту в Індонезію від Мису Доброї Надії до Зондської протоки.

## Біографія
Про дитинство Брауера залишилось мало свідчень. Вважається, що вперше він відправився до Ост-Індії в 1606 році. В 1610 році він відправився туди повторно, вже на чолі трьох кораблів.

### Відкриття морського шляху
Гендрік Брауер вирішив не плисти усталеним шляхом, незмінним ще з часів португальських відкриттів (від африканського узбережжя через Маврикій і Цейлон до Бантаму). Замість цього він скористався сильними західними вітрами «Ревучих сорокових», таким чином скоротивши час плавання від Південної Африки до Яви на шість місяців, тобто майже удвічі. Новий маршрут, крім економії часу, давав перевагу ще й в значному скороченні випадків цинги серед матросів. Голландська Ост-Індійська компанія (VOC) затвердила новий маршрут як обов'язковий в 1617 році. Однак, моряки не завжди могли правильно визначити довготу; в майбутньому кораблі часто ставали на мілину або розбивались на рифах Західної Австралії.

Маршрут Брауера

### Браувер в Ост-Індії
В 1611 році він був направлений до Японії, в нещодавно засновану факторію в Хірадо (біля Нагасакі). З 28 серпня 1612 по 6 серпня 1614 року він був її очільником, тимчасово замінюючи Спекса. Брав участь у візиті до сьоґуна в Едо.
В 1614 році відвідував з дипломатичною місією Королівство Аюттхаю (Сіам). Ця місія започаткувала голландосько-сіамські торгівельні відносини.
В 1615 році він повернувся в Амстердам. Там він став одним із членів правління компанії, одним із так званих сімнадцяти панів (нід. Heeren XVII).
В 1632 році він відвідав Лондон для вирішеня торгових суперечок між Британською і Голландською Ост-Індійською компаніями.
18 квітня 1632 він був призначений новим генерал-губернатором Ост-Індії. Він поїхав в Батавію, де займав посаду до 1636 року. Його наступник, Антоні ван Дімен, був його правою рукою. Багато досліджень, проведених за керівництва ван Дімена, були запропоновані ще Брауером.
По поверненню в Нідерланди, Гендрік Брауер не посів повторно місця в управлінні компанією, незважаючи на обіцянки.

### Експедиція в Чилі
В 1642 році Голландська Ост-Індійська компанія в сумісництві з Голландською Вест-Індійською компанією організувала експедицію до берегів Чилі з метою заснування факторії в районі Вальдівії. Експедиції активно сприяв Йоган Мауріц ван Нассау-Зіген. Флот відплив з Голландської Бразилії і направився на південь. Оминаючи мис Горн, експедиція зробила відкриття, що острів Естадос не є частиною Невідомої Південної землі, як вважалося до того. Команда висаилась на острові Чилое. Брауер уклав договір з народом вільїче щодо допомоги в спорудженні факторії. Однак 7 серпня 1643 року Гендрік Брауер помер на борту корабля, так і не діставшись до Вальдівії. За заповітом Брауера, Віцеадмірал Еліас Геркманс поховав його в поселенні, заснованому біля Вальдівії. Голландці назвали факторію Брауерсгавен (нід. Brouwershaven). Вона була спалена іспанськими солдатами в наступному році; могила Брауера була зруйнована.